# Гудаствири
Гудаствири (иначе ствири, чибони) — грузинская разновидность волынки.
Состоит из 2 частей: левой трубка (мткмели, дамтскели) — для основной мелодии, и правой трубки (модзахили, мебане) — для аккомпанемента. Мех в основном овечий. Сбоку размещена небольшая деревянная труба, которая используется для вдувания воздуха в мешок. У басовой трубы есть три клавиши, а у основного «голоса» — пять или шесть клавиш.
Гудаствири используется вместе с дхолом как аккомпанемент к грузинским танцам. Также инструмент называют грузинской пастушеской дудочкой. Под аккомпанемент гудаствири часто исполнялись речитативные песни. Кроме того, музыканты с гудаствири выступали на свадьбах и прочих праздниках, зарабатывая себе этим на жизнь.
Волынка гудаствири широко распространена во всех грузинских областях, в особенности — в Картли, Кахети, Аджарии и Раче.